# Sport365.fr
Pour les articles homonymes, voir Sport 365.
Sport365.fr est un site du Groupe Sporever. Il est axé sur l'actualité sportive. Le site propose une palette d'articles, de dépêches et direct live de plusieurs compétitions sportives, des vidéos. Un espace a été créé pour que les lecteurs postent leurs propres informations.

## Identité visuelle

Évolution du logo